# Johann Christoph von Mahlen
Johann Christoph von Mahlen (* 1720; † 11. November 1789) war ein königlich preußischer Generalmajor und Chef des Dragonerregiments Nr. 2.

## Leben
Im August 1738 trat er dem Husarenkorps bei, mit dem er den ersten Schlesischen Krieg mitmachte.
Er wurde 1744 Cornet, 1754 Seconde-Lieutenant, 1757 Premier-Lieutenant, 1758 wurde er Stabsrittmeister und 1759 wirklicher Rittmeister. 1760 wurde er Major und im Dezember 1762 Kommandeur des Dragonerregiments im Freikorps Kleist. Kurz bevor der Krieg endete, wechselte er im Februar 1763 in das Kürassier-Regiment Nr. 5(Lolhöfel). 1771 wurde er Kommandeur, 1772 Oberstleutnant, 1775 Obrist. 1777 kam er als Kommandeur zum Dragoner-Regiment Nr. 1 (Lottum). Am 14. Dezember 1781 das Dragoner-Regiment Nr. 2 (Friedrich von Württemberg), danach wurde er am 24. September 1782 Generalmajor.
Von 1740 an nahm er an allen Feldzügen teil. Er kämpfte in Mollwitz (1741), Hohenfriedberg (1745), Prag (1757), Kolin (1757), Breslau (1757), Leuthen (1757), Zorndorf (1758), Hochkirch (1758), Kunersdorf (1759), Kay (1759) und Liegnitz (1760).
Als Husar kämpfte er am Roten-Schloß, Lichtenberg, Jägerndorf. Bei Katholisch-Hennersdorf eroberten er und die Husaren von Zieten die Pauken des Gegners.
Er wurde viermal verwundet: bei Hochkirch am Arm, bei Kay an der Backe und bei Kunersdorf in der linken Schulter zudem wurde sein Pferd erschossen.

## Familie
Er war mit Sophie Christiane Tugendreich von der Marwitz († 1782) verheiratet.